# Учкурган (Узбекистан)
Уч-Курган или Учкурган (узб. Uchqoʻrgʻon / Учқўрғон — три крепости) — город областного подчинения, центр Учкурганского района Наманганской области Узбекистана. Второй город в области по промышленности.

## История
Топоним «Уч-Курган» переводится с узбекского как «3 крепости» или «3 укрепления». Уч-Курган, Учкурган — город областного подчинения, центр Учкурганского района Наманганской области Узбекистана. Статус города получил в 1969 году.

## География
Расположен на реке Нарын (бассейн реки Сыр-Дарья).
Имеется железнодорожная станция на линии Коканд — Наманган — Андижан; от Учкурган — ветка (33 км) на Таш-Кумыр.

## Экономика
Имеются маслоэкстракционный завод (работает с 1953 года, оборудование привезено из Германии.). Первым директором был Орешкин Даниил Кузьмич. Бывший чекист.
Хлопкоочистительный завод работает с 1937-года при открытии участвовал М. И. Калинин.
Мукомольный комбинат работает с 80-х годов.
Кирпичные заводы. Производство пряжи, ниток. Трикотажные фабрики.
Текстильный комбинат.
Завод пластиковых бочек.
Завод по переработке пластика.
Завод минеральных вод.
Рыбоводческий завод.
Мебельная фабрика.
Учебные заведения:
Планово-экономический колледж;
Педагогический колледж;
Янгиерский сельскохозяйственный колледж.
43 средних школ, из которых 3 с русским языком обучения.
В 12 километрах от города на реке Нарын возведена Уч-Курганская ГЭС, первый агрегат которой дал ток в 1961 году. Место для строительства ГЭС было выбрано инженером Кузнецовым в 1913 году.
Санаторий.

## Ветераны
Насриддинов Нажмиддин (1923-2008) Ветеран Великой Отечественной войны. С ноября 1941 года по май 1945 года воевал на восточном фронте, дойдя до Берлина к концу войны. Потомки Ветерана по сей день проживают в том же доме напротив Хлопкоочистительного завода.
Юлдашев Исроилжон (1924-1993 гг.), работал на заводе с 1954 по 1973 гг., Ветеран Великой Отечественной войны. Награжден медалем «За Отвагу». На заводе работал начальником семенного хозяйства. Награжден орденом «Красного знамени» .
Абибуллаев Зекирья (1920-2008 гг.), работал в транспортном отделе завода с 1951-1980 гг. Ветеран труда. Награждён орденом «Победы», медалью за «Трудовую доблесть» и «Трудовое отличие», медалью «За доблестный труд в Великой Отечественной войне 1941—1945».
Клименко Галина (1930-по н.в.). Ветеран Великой Отечественной войны, партизанка. Имеет военные награды. Работала в экстрационном отделе с 1954-1986 гг.
Гаврилов Виктор (1924-неизвестно). Ветеран труда. Награждён медалью «За Трудовое отличие». Имел военные награды. Работал в планово-техническом отделе с 1951—1984. Был партийным секретарем завода.
Габдуракипов Нигматулла (1920-????). Ветеран труда. Имел военные и трудовые награды. Работал в паровырабатывающей котельне с 1951-1980 гг.
Гордость:
Абибуллаев Юнус (1949-по н.в.), работал в экстрационном отделе завода с 1970-1986 гг. Затем был инженер-методистом при Гражданской Обороне. Вышел на пенсию в 2009 г.